# Corcovado (canção)
"Corcovado" (conhecida em inglês como "Quiet Nights of Quiet Stars") é uma canção da Bossa Nova escrita por Antônio Carlos Jobim, em 1960. Uma lírica em inglês foi mais tarde escrita por Gene Lees. O título em português refere-se ao morro do Corcovado, na cidade do Rio de Janeiro, Brasil. Andy Williams gravou a canção com a letra em inglês, alcançando a 92ª posição na Billboard Hot 100 e a 18ª colocação no Hot Adult Contemporary Tracks em 1965. Em 2000 foi tema de abertura da novela da Rede Globo, Laços de Família, entre 2000/2001.

## Regravações notáveis
- João Gilberto – O Amor, o Sorriso e a Flor (1960)
- Cannonball Adderley e Sérgio Mendes – Cannonball's Bossa Nova (1962)
- Miles Davis – Quiet Nights (1962)
- Stan Getz, Antônio Carlos Jobim, João Gilberto e Astrud Gilberto – Getz/Gilberto (1963)
- Tony Bennett - I Wanna Be Around (1963)
- Charlie Byrd – Brazilian Byrd (1964)
- Vince Guaraldi – The Latin Side of Vince Guaraldi (1964)
- Caterina Valente – Valente on TV (1964)
- Oscar Peterson – We Get Requests (1964)
- Sérgio Mendes – Sergio Mendes & Bossa Rio (1964)
- Blossom Dearie – May I Come In (1964)
- Nancy Wilson – How Glad I Am (1964)
- Doris Day – Latin for Lovers (1965)
- Henry Mancini – The Latin Sound Of Henry Mancini (1965)
- Grant Green – I Want To Hold Your Hand (1965)
- Cliff Richard – Kinda Latin (1965)
- Earl Grant – Bali Ha'i (1966)
- Frank Sinatra e Antônio Carlos Jobim – Francis Albert Sinatra & Antonio Carlos Jobim (1967)
- Engelbert Humperdinck – Release Me (1967)
- Nara Leão – Dez Anos Depois (1971)
- Mary Wilson – The Supremes Live! In Japan (1973)
- Elis Regina e Antonio Carlos Jobim – Elis & Tom (1974)
- Rita Reys e Metropole Orchestra – Rita Reys Sings Antonio Carlos Jobim (1981)
- Ella Fitzgerald – Ella Abraça Jobim (1981)
- Astrud Gilberto – Jazz Masters 9 (1993)
- Laura Fygi - The Lady Wants to Know (1994)
- Everything but the Girl – Red Hot + Rio (1996)
- Django Bates – Quiet Nights (1998)
- Chris Connor – I Walk With Music (2002)
- Jacintha – The Girl From Bossa Nova (2004)
- Holly Shelton – Memphis Jazz Box (2004)
- Adalberto Bravo – Smooth Passions (2004)
- Joey DeFrancesco e Jimmy Smith – Legacy (2005)
- Stacey Kent e Jim Tomlinson – The Lyric (2005)
- Olivia Ong – A Girl Meets Bossa Nova (2005)
- Theresa Sokyrka – These Old Charms (2005)
- Karita Mattila – Fever (2007)
- Art Garfunkel – Some Enchanted Evening (2007)
- Queen Latifah – Trav'lin' Light (2007)
- Woven Hand – Ten Stones (2008)
- Diana Panton – ...If The Moon Turns Green (2008)
- Señor Coconut e His Orchestra – Around The World With Señor Coconut And His Orchestra (2008)
- Diana Krall – Quiet Nights (2009)
- Iuko Maeda – Encontro (2012)
- Karen Aoki – Tranquility (2012)
- Andrea Bocelli com Nelly Furtado – Passione (2013)
- Matt Dusk e Margaret – Just the Two of Us (2015)
- Steve Turre – Colors for the Masters (2016)